# Rinaldo Martino
Rinaldo Fioramonte Martino (ur. 6 listopada 1921 w Rosario, zm. 15 listopada 2000 w Buenos Aires) – piłkarz argentyński, napastnik (lewy łącznik).

## Życiorys
Urodzony w Rosario Martino w piłkę zaczął grać w miejscowych klubach Santa Fe i Peñarol. Karierę piłkarską rozpoczął w klubie Belgrano Rosario, skąd w 1941 roku przeszedł do klubu San Lorenzo de Almagro – zadebiutował w meczu przeciwko Newell's Old Boys Rosario. Grając w klubie San Lorenzo został w 1942 roku królem strzelców pierwszej ligi argentyńskiej. W San Lorezno razem z Armando Farro i René Pontonim tworzył słynny "śmiercionośny trójząb". W tym samym roku zadebiutował w reprezentacji Argentyny w wygranym 4:1 meczu z Urugwajem.

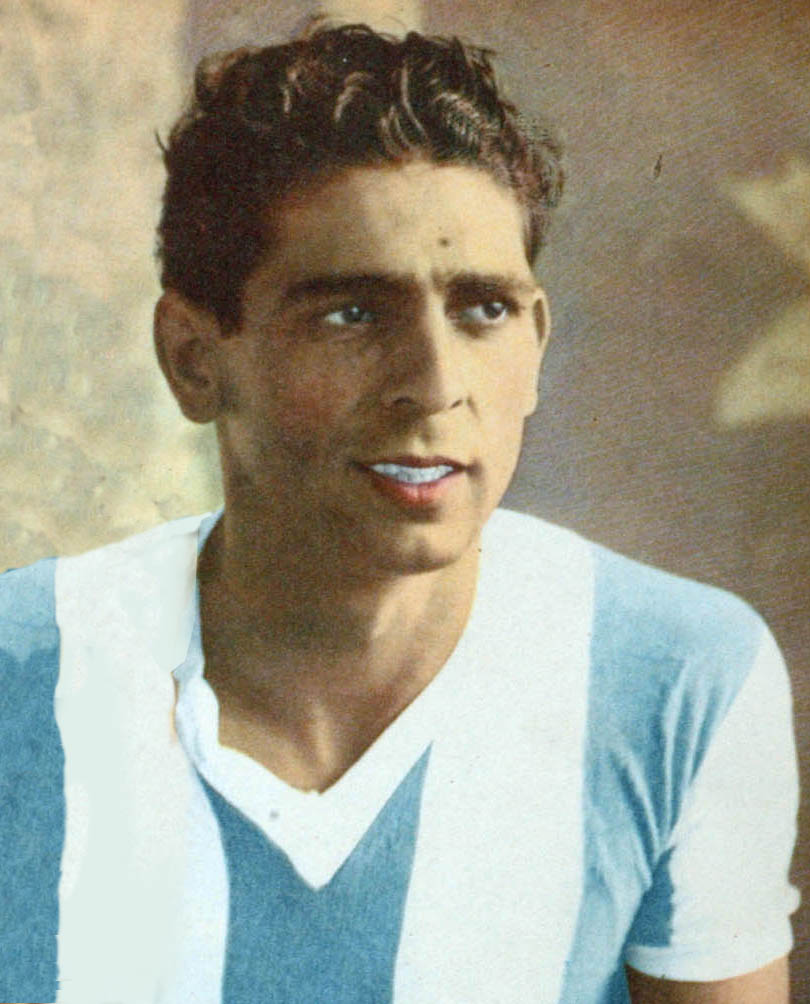
Rinaldo Martino jako reprezentant Argentyny w 1945 roku

Jako piłkarz San Lorenzo wziął udział w turnieju Copa América 1945, gdzie Argentyna zdobyła tytuł mistrza Ameryki Południowej. Martino zagrał we wszystkich sześciu meczach – z Boliwią (zdobył bramkę), Ekwadorem (zdobył bramkę), Kolumbią (w 76 minucie zmienił go Armando Farro), Chile, Brazylią (w 68 minucie zmienił go Farro) i Urugwajem (zdobył bramkę). Do historii futbolu przeszła jego bramka w meczu z Urugwajem, która okazałą się jedynym golem tego meczu. Martino po przejęciu piłki przed polem karnym minął Agustína Prado, założył siatkę (w Ameryce Południowej zwaną tunelem) potężnie zbudowanemu Obdulio Vareli, ośmieszył Raúla Sarro po czym z pełnego obrotu strzelił mocno w samo okienko urugwajskiej bramki. Roque Máspoli nawet nie zdążył zareagować. Owacje widowni trwały bardzo długo, a wyczyn ten zyskał sobie po wsze czasy miano gol de América.
Wciąż jako gracz klubu San Lorenzo wziął udział w turnieju Copa América 1946, gdzie Argentyna drugi raz z rzędu zdobyła tytuł mistrza Ameryki Południowej. Martino zagrał tylko w meczu z Paragwajem, w którym zdobył bramkę. W 1946 roku razem z San Lorenzo zdobył tytuł mistrza Argentyny.
W 1949 roku przeszedł z San Lorenzo do włoskiego klubu Juventus F.C., w którym występował do 1950 roku. Miał udział w pierwszym mistrzostwie Włoch, jaki Juventus zdobył od lat 30. Zagrał nawet jeden mecz w reprezentacji Włoch. Następnie przeniósł się do urugwajskiego klubu Club Nacional de Football, z którym w 1950 zdobył mistrzostwo Urugwaju.
Po powrocie do ojczyzny grał w 1951 roku w Boca Juniors, w którym zadebiutował 15 kwietnia w zremisowanym 2:2 meczu z CA Huracán. Ostatni raz barwy Boca Juniors Martino przywdział 29 lipca w wygranym 2:1 meczu z CA Argentino de Quilmes – w sumie rozegrał w klubie 15 meczów (1350 minut) i zdobył 3 bramki. W lidze argentyńskiej rozegrał łącznie 239 meczów i zdobył 146 bramek.
Następnie za sumę 300 000 pesos z powrotem odkupiony został przez urugwajski Nacional, w którym grał w latach 1951–1953, zdobywając w 1952 roku kolejny tytuł mistrza Urugwaju. W 1953 roku przeszedł do CA Cerro, gdzie zakończył karierę.
W reprezentacji Argentyny Martino rozegrał 20 meczów i zdobył 15 bramek.
Był napastnikiem w rodzaju sępa, bardzo niebezpiecznego w polu karnym rywali. Opanował w mistrzowskim stylu technikę strzału nogą jak i głową.

## Sukcesy
| Sezon | Drużyna       | Tytuł                           |
| ----- | ------------- | ------------------------------- |
| 1941  | San Lorenzo   | Wicemistrz Argentyny            |
| 1942  | San Lorenzo   | Wicemistrz Argentyny            |
| 1942  | San Lorenzo   | Król strzelców Primera División |
| 1945  | Argentyna     | Mistrz Ameryki Południowej      |
| 1946  | Argentyna     | Mistrz Ameryki Południowej      |
| 1946  | San Lorenzo   | Mistrz Argentyny                |
| 1950  | Juventus F.C. | Mistrz Włoch                    |
| 1950  | Nacional      | Mistrz Urugwaju                 |
| 1951  | Nacional      | Wicemistrz Urugwaju             |
| 1952  | Nacional      | Mistrz Urugwaju                 |
| 1953  | Nacional      | Wicemistrz Urugwaju             |